# Haplocylix
Haplocylix is een monotypisch geslacht van straalvinnige vissen uit de familie van de schildvissen (Gobiesocidae).

## Soort
- Haplocylix littoreus (Forster, 1801)